# Aeroportul Kerema
Aeroportul Kerema (IATA: KMA, ICAO: AYKM) este un aeroport din Gulf Province⁠(d), Papua Noua Guinee. A fost numit după Kerema⁠(d).
Situat la o altitudine de 3 m, aeroportul dispune de o singură pistă.